# Bryan Colwell
Bryan Colwell (Prince Rupert, 31 de octubre de 1989) es un deportista canadiense que compite en boxeo. En los Juegos Panamericanos de 2023 consiguió una medalla de bronce en la categoría de 92 kg.

## Palmarés internacional
| Juegos Panamericanos | Juegos Panamericanos | Juegos Panamericanos | Juegos Panamericanos |
| Año                  | Lugar                | Medalla              | Categoría            |
| -------------------- | -------------------- | -------------------- | -------------------- |
| 2023                 | Santiago (Chile)     | Medalla de bronce    | 92 kg                |